# Anton Šynder
Anton Pavlovyč Šynder (in ucraino Антон Павлович Шиндер?; Sumy, 13 giugno 1987) è un calciatore ucraino, attaccante del DJK Ammerthal.

## Palmarès

### Club

#### Competizioni nazionali
- Campionato ucraino: 1

Shakhtar: 2013-2014